# Ștefan cel Mare, Constanța
Ștefan cel Mare (în trecut Bazaschioi) este un sat în comuna Saligny din județul Constanța, Dobrogea, România. La recensământul din 2002 avea o populație de 573 locuitori.